# Kostylevite
La kostylevite è un minerale.